# The Archies
Los Archies fue una banda ficticia de bubblegum pop, respaldada por músicos reales de estudio, integrada por los personajes Archie Andrews, Reggie Mantle y Jughead Jones, un grupo ficticio de personajes adolescentes del universo cómic "Archie", en el contexto de la serie animada de televisión "El Show de Archie y sus amigos".
Los Archies fueron el antecedente de bandas de ficción como Gorillaz, que muestran dibujos animados interpretando temas musicales.
En 2020, se introdujo una nueva versión de la banda en la serie de televisión Riverdale, con Kevin Keller reemplazando a Reggie Mantle. Sin embargo, la banda continúa apareciendo con los cinco miembros originales en los cómics publicados por Archie Comics.

## El grupo ficticio
Los Archies interpretaron una variedad de temas de música popular contemporánea, adaptados a la época durante la cual este cómic fue dibujado. Parecían tener preferencia por el rock and roll.
Betty Cooper y Veronica Lodge (Betty Rosas y Verónica del Valle en español) se unieron posteriormente a la banda. Cada miembro interpretaba canciones, con Torombolo llevando la voz base en algunos temas.
Los roles que los adolescentes interpretaban en esta banda ficticia eran:
- Archie - Guitarra principal
- Reggie (Carlos) - 2a guitarra (o bajo, ver abajo)
- Jughead ("Torombolo") - batería
- Betty - Pandero / percusiones / guitarra (ocasionalmente)
- Verónica - órgano / teclados
- Hot Dog (mascota)

Un inusual modo de distribución de su música era una especie de acetato integrado al reverso de las cajas de cereales para el desayuno, que podía ser recortado y reproducido en un plato tocadiscos.
Frecuentemente eran comparados, en broma, con los Doors, dado que los Doors no tenían bajista. Aún existe controversia por el hecho de que, de alguna manera, Carlos (Reggie) tocase o no dicho instrumento ya que, en muchas escenas, su guitarra se parece a la de Archie, haciéndolo colíder de la banda. Por otro lado, en las grabaciones de los Archies regularmente se podía escuchar el sonido de ese instrumento, sugiriendo que Carlos era el bajista.

## El grupo real
Un grupo de músicos de estudio, fueron integrados por Don Kirshner, en 1968, para interpretar varias canciones.
La más famosa es "Sugar, Sugar" (Azúcar Azúcar), escrita por Jeff Barry y Andy Kim, que en 1969 llegó a situarse en el primer puesto de las listas de popularidad de Billboard Hot 100, y fue clasificada como la canción número uno del mismo año, la única vez en que la banda logró destacar en la edición anual. Otras canciones de los Archies fueron clasificadas dentro de las cuarenta principales, incluyendo "Who's Your Baby?", "Bang-Shang-A-Lang" y "Jingle Jangle".
Las voces masculinas para los ficticios Archies eran provistas por Ron Dante, y los duetos femeninos por Toni Wine. Wine fue reemplazada por Donna Marie, quien rápidamente fue sustituida por Merle Miller. La única canción en la que no participó Ron como vocalista principal fue "Love Is Living In You," siendo ésta interpretada por Richie Adams. Jeff Barry, Andy Kim, Susan Morse, Joey Levine, Maretha Stewart, Ellie Greenwich, Bobby Bloom y Leslie Miller contribuyeron con los coros en varias ocasiones, con Barry contribuyendo con su característica voz baja (dotándosela a Torombolo) en temas como "Jingle Jangle," "Rock 'n' Roll Music", "A Summer Prayer For Peace" (hit #1 en Sudáfrica en 1971) y "You Little Angel, You". Los músicos que participaron en las grabaciones de Los Archies incluyeron al guitarrista Hugh McCracken, los bajistas Chuck Rainey y Joey Macho, el teclista fue Ron Frangipane, y a los bateristas Buddy Saltzman y Gary Chester.

## Discografía
La música de la serie animada nunca se publicó en LP, aunque sí en forma de singles y en una especie de álbum incorporado en las tapas de las cajas de cereales.

### Álbumes
The Archies (1968)Everything's Archie (TV theme song) / Bang-Shang-A-Lang / Boys & Girls / Time for Love / You Make Me Wanna Dance / Hey La Dee Do Down Down / Truck Driver / Catching Up on Fun / I'm in Love / Seventeen Ain't Young / Ride Ride Ride / Hide & Seek
Everything's Archie (1969)Feelin' So Good (S.K.O.O.B.Y.-D.O.O.) / Melody Hill / Rock 'n' Roll Music / Kissin' / Don't Touch My Guitar / Circle of Blue / Sugar, Sugar / You Little Angel You / Bicycles, Roller Skates and You / Hot Dog / Inside Out, Upside Down / Love Light
Jingle Jangle (1969)Jingle Jangle / Everything's Alright / She's Putting Me Thru Changes / Justine / Whoopee Tie Ai A / Nursery Rhyme / Get on the Line / You Know I Love You / Senorita Rita / Look Before You Leap / Sugar and Spice / Archie's Party
Sunshine (1970)Sunshine / Who's Gonna Love Me / Mr. Factory / Love and Rock and Roll Music / Over and Over / Waldo P. Emerson Jones / A Summer Prayer for Peace / Dance Dance Dance / Comes the Sun / Suddenly Susan / One Big Family / It's the Summertime
The Archies Greatest Hits (1970)Sugar, Sugar / Jingle Jangle / Get on the Line / Sunshine / Bang-Shang-A-Lang / Who's Your Baby? / Feelin' So Good (S.K.O.O.B.Y. D.O.O.) / Over and Over / Seventeen Ain't Young / Waldo P. Emerson Jones / Everything's Alright
This Is Love (1971)This is Love / Don't Need No Bad Girl / Should Anybody Ask / Easy Guy / Maybe I'm Wrong / What Goes On / Carousel Man / Hold On to Lovin' / This is the Night / Little Green Jacket / Together We Two / Throw a Little Love My Way
The Archies Christmas Album (2008)Here Comes Santa Claus / Up on the Housetop / Rockin' Around the Christmas Tree / Holly Jolly Christmas / Jingle Bell Rock / I Saw Mommy Kissing Santa Claus / Run Rudolph Run / Santa Claus is Coming to Town / Have Yourself a Merry Little Christmas / Sleigh Ride / Archies Christmas Party / Christmas in Riverdale
The Archies (1977 RCA Special Products DVL 2-0221 / Laurie House LH-8016)
A: Archie's Theme (Everything's Archie) / Sugar, Sugar / Sunshine / Bicycles, Roller Skates and You / Ride, Ride, Ride
B: Jingle Jangle / Don't Touch My Guitar / Kissin' / Who's Your Baby? / Everything's Alright
C: Sugar and Spice / Archie's Party / You Make Me Wanna Dance / Feelin' So Good ( S.K.O.O.B.Y.D.O.O.) / Rock & Roll Music
D: Bang-Shang-A-Lang / Boys and Girls / Senorita Rita / Seventeen Ain't Young / Waldo P. Emerson Jones

### Sencillos
- "Bang-Shang-a-Lang" / "Truck Driver" (1968)
- "Feelin' so Good (S.k.o.o.b.y-D.o.o.)" / "Love Light" (1968)
- "Sugar, Sugar" / "Melody Hill" (1969)
- "Jingle Jangle" / "Justine" (1969)
- "Who's Your Baby?" / "Senorita Rita" (1970)
- "Sunshine" / "Over and Over" (1970)
- "Together We Are Two" / "Everything's Alright" (1971)
- "This Is Love" / "Throw a Little Love My Way" (1971)
- "A Summer Prayer for Peace" / "Maybe I'm Wrong" (1971)
- "Love Is Living In You" / "Hold on to Lovin'" (1971)
- "Strangers in the Morning" / "Plum Crazy" (1972)